# 블라디미르 드린펠트
블라디미르 게르쇼노비치 드린펠트(러시아어: Влади́мир Гершо́нович Дри́нфельд IPA: [vlɐˈdʲimʲɪr gʲɪrˈʂonəvʲɪt͡ɕ  ˈdrʲinʲfʲɪlʲt], 우크라이나어: Володи́мир Гершо́нович Дрі́нфельд 볼로디미르 헤르쇼노비치 드린펠드[*] IPA: [vɔlɔˈdɪmɪr ɦɛrˈʃɔnɔvɪt͡ʃ  ˈdrinfɛlʲd], 영어: Vladimir Drinfeld 블래디미어 드린펠드[*], 1954년 2월 14일 ~ )는 소련 태생의 우크라이나의 수학자이다. 정수론, 대수기하학, 수리물리학에서 업적을 쌓았다.

## 생애
1954년 2월 14일 우크라이나 하르키우의 유대인 가정에서 태어났다. 아버지 게르숀 이헬레비치 드린펠트(Гершон Ихелевич Дринфельд, 그레고리력 1908년 2월 29일 ~ 2000년 8월 18일)는 하르키우 대학교(Харківський національний університет імені В. Н. Каразіна)의 수학 교수였다.
1969년에 15세 때 소련 대표로서 부쿠레슈티에서 열린 국제수학올림피아드에서 만점으로 금메달을 수상하였으며, 이는 당시 국제 수학 올림피아드 사상 최소(最少) 금메달 수상자였다.
같은 해에 국립 모스크바 대학교를 입학하여, 유리 마닌의 지도 아래 1974년에 졸업하였다. 같은 해에 양의 표수의 대역체 {\displaystyle K}에 대하여, {\displaystyle \operatorname {GL} (2;K)}에 대한 랭글랜즈 추측을 증명하였다.
이후 스테클로프 수학 연구소에서 1978년에 박사 학위(кандидат наук)를 수여받았으며, 1988년에 하빌리타치온(Доктор наук)을 수여받았다.
유대인이며 우크라이나 태생이었던 드린펠트는 당시 소련의 정책에 따라 모스크바에서 일자리를 얻을 수 없었으며, 이 때문에 우파에 있는 바슈키르 국립 대학교에 취직하였다. 이후 1981년에 하르키우로 귀향하여 우크라이나 과학 아카데미(Національна академія наук України)에 소속된 물리학 연구소에서 일했다.
1990년에 양자군 이론 및 정수론에 대한 업적으로 필즈상을 수상하였다.
1998년에 우크라이나에서 미국으로 이주했으며, 시카고 대학교의 교수가 되었다. 이후 2008년에 미국 국적을 취득하였으며, 2001년 3월 1일에 시카고 대학교에서 해리 프랫 저드슨 석좌 교수(영어: Harry Pratt Judson Distinguished Service Professor)로 승진하였다.

## 저서
- Beilinson, Alexander; Drinfeld, Vladimir (2004). 《Chiral algebras》. Colloquium Publications (영어) 51. American Mathematical Society. ISBN 978-0-8218-3528-9.

## 같이 보기
- 양자군

## 참고 문헌
1. ↑  Chari, Vyjayanthi; Thakur, Dinesh (1990년 12월 20일). “On the work of V. G. Drinfeld” (PDF). 《Current Science》 (영어) 59 (24): 1297–1300. ISSN 0011-3891.
2. ↑  “Notice biographique de Vladimir Drinfeld, Associé étranger de l’Académie des sciences” (PDF) (프랑스어). Institut de France, Académie des Sciences. 2010년 3월 25일.